# 天草松島

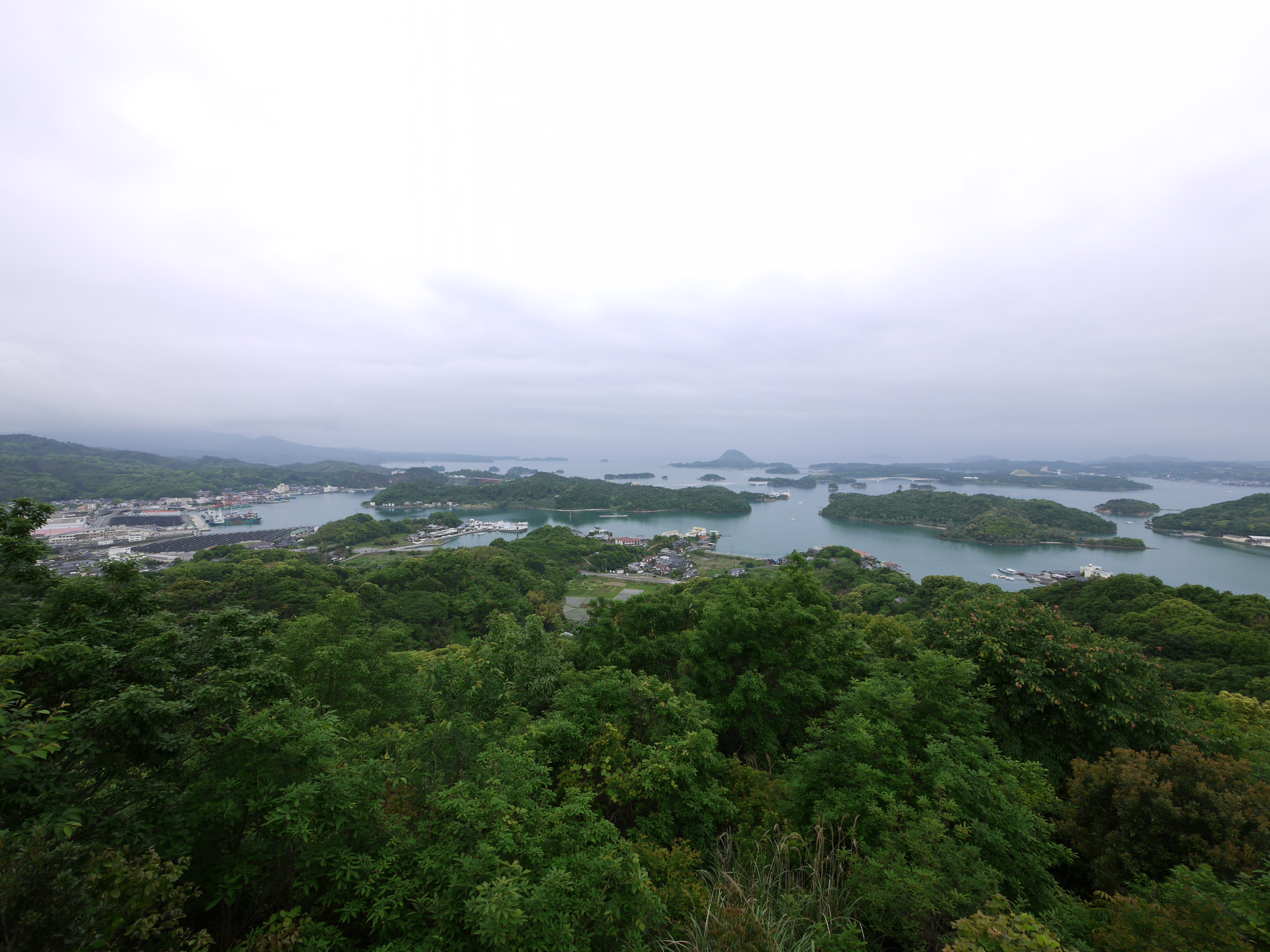
上島の高舞登山展望台から望む天草松島

天草松島（あまくさまつしま）は、熊本県の大矢野島と天草上島の間にある大小約20余の島々の総称。

## 概要
天草五橋で結ばれている。宮城県の松島、長崎県の九十九島と並ぶ日本三大松島の一つ。一帯は雲仙天草国立公園に指定されている。日本の白砂青松100選に選ばれている。

## 交通アクセス
- 熊本桜町バスターミナル・熊本駅から九州産交バスあまくさ号に乗車し「リゾラテラス天草」「遊覧船のりば前」などで下車。
- 九州自動車道松橋インターチェンジから42㎞。